# Skate America de 2013
O Skate America de 2013 foi a trigésima segunda edição do Skate America, um evento anual de patinação artística no gelo organizado pela United States Figure Skating Association, e que faz parte do Grand Prix de 2013–14. A competição foi disputada entre os dias 18 de outubro e 20 de outubro, na cidade de Detroit, Michigan, Estados Unidos.

## Eventos
- Individual masculino
- Individual feminino
- Duplas
- Dança no gelo

## Medalhistas
| Evento                        | Ouro                                         | Prata                                            | Bronze                                           |
| Individual masculino detalhes | Tatsuki Machida · Japão                      | Adam Rippon · Estados Unidos                     | Max Aaron · Estados Unidos                       |
| Individual feminino detalhes  | Mao Asada · Japão                            | Ashley Wagner · Estados Unidos                   | Elena Radionova · Rússia                         |
| Duplas detalhes               | Tatiana Volosozhar · Maxim Trankov · Rússia  | Kirsten Moore-Towers · Dylan Moscovitch · Canadá | Ksenia Stolbova · Fedor Klimov · Rússia          |
| Dança no gelo detalhes        | Meryl Davis · Charlie White · Estados Unidos | Anna Cappellini · Luca Lanotte · Itália          | Maia Shibutani · Alex Shibutani · Estados Unidos |

## Resultados

### Individual masculino
| Pos.              | Nome              | Nacionalidade  | Pontos | PC        | PL         |
| ----------------- | ----------------- | -------------- | ------ | --------- | ---------- |
| Medalha de ouro   | Tatsuki Machida   | Japão          | 265.38 | 91.18 (1) | 174.20 (1) |
| Medalha de prata  | Adam Rippon       | Estados Unidos | 241.24 | 80.26 (3) | 160.98 (3) |
| Medalha de bronze | Max Aaron         | Estados Unidos | 238.36 | 75.91 (6) | 162.45 (2) |
| 4                 | Daisuke Takahashi | Japão          | 236.21 | 77.09 (5) | 159.12 (4) |
| 5                 | Jason Brown       | Estados Unidos | 231.03 | 83.78 (2) | 147.25 (6) |
| 6                 | Takahiko Kozuka   | Japão          | 230.95 | 77.75 (4) | 153.20 (5) |
| 7                 | Alexander Majorov | Suécia         | 208.72 | 74.97 (7) | 133.75 (8) |
| 8                 | Artur Gachinski   | Rússia         | 208.16 | 69.81 (8) | 138.35 (7) |

### Individual feminino
| Pos.              | Nome                   | Nacionalidade  | Pontos | PC         | PL         |
| ----------------- | ---------------------- | -------------- | ------ | ---------- | ---------- |
| Medalha de ouro   | Mao Asada              | Japão          | 204.55 | 73.18 (1)  | 131.37 (1) |
| Medalha de prata  | Ashley Wagner          | Estados Unidos | 193.81 | 69.26 (2)  | 124.55 (2) |
| Medalha de bronze | Elena Radionova        | Rússia         | 183.95 | 67.01 (3)  | 116.94 (4) |
| 4                 | Elizaveta Tuktamysheva | Rússia         | 176.75 | 53.20 (9)  | 123.55 (3) |
| 5                 | Samantha Cesario       | Estados Unidos | 167.98 | 53.51 (8)  | 114.47 (5) |
| 6                 | Maé Bérénice Méité     | França         | 167.35 | 55.84 (7)  | 111.51 (6) |
| 7                 | Valentina Marchei      | Itália         | 156.79 | 59.25 (4)  | 97.54 (7)  |
| 8                 | Viktoria Helgesson     | Suécia         | 152.34 | 58.80 (5)  | 93.54 (8)  |
| 9                 | Elene Gedevanishvili   | Geórgia        | 149.44 | 56.68 (6)  | 92.76 (9)  |
| 10                | Caroline Zhang         | Estados Unidos | 110.12 | 45.76 (10) | 64.36 (10) |

### Duplas
| Pos.              | Nome                                    | Nacionalidade  | Pontos | PC        | PL         |
| ----------------- | --------------------------------------- | -------------- | ------ | --------- | ---------- |
| Medalha de ouro   | Tatiana Volosozhar / Maxim Trankov      | Rússia         | 237.71 | 83.05 (1) | 154.66 (1) |
| Medalha de prata  | Kirsten Moore-Towers / Dylan Moscovitch | Canadá         | 208.45 | 71.51 (2) | 136.94 (2) |
| Medalha de bronze | Ksenia Stolbova / Fedor Klimov          | Rússia         | 187.35 | 64.80 (3) | 122.55 (3) |
| 4                 | Caydee Denney / John Coughlin           | Estados Unidos | 182.43 | 62.06 (6) | 120.37 (4) |
| 5                 | Stefania Berton / Ondřej Hotárek        | Itália         | 180.27 | 63.85 (4) | 116.42 (5) |
| 6                 | Marissa Castelli / Simon Shnapir        | Estados Unidos | 177.11 | 62.56 (5) | 114.55 (6) |
| 7                 | Felicia Zhang / Nathan Bartholomay      | Estados Unidos | 168.42 | 55.83 (7) | 112.59 (7) |
| 8                 | Margaret Purdy / Michael Marinaro       | Canadá         | 146.28 | 50.26 (8) | 96.02 (8)  |

### Dança no gelo
| Pos.              | Nome                                  | Nacionalidade  | Pontos | DC        | DL         |
| ----------------- | ------------------------------------- | -------------- | ------ | --------- | ---------- |
| Medalha de ouro   | Meryl Davis / Charlie White           | Estados Unidos | 188.23 | 75.70 (1) | 112.53 (1) |
| Medalha de prata  | Anna Cappellini / Luca Lanotte        | Itália         | 168.49 | 69.88 (2) | 98.61 (2)  |
| Medalha de bronze | Maia Shibutani / Alex Shibutani       | Estados Unidos | 154.47 | 61.26 (3) | 93.21 (3)  |
| 4                 | Madison Hubbell / Zachary Donohue     | Estados Unidos | 152.98 | 60.71 (4) | 92.27 (4)  |
| 5                 | Cathy Reed / Chris Reed               | Japão          | 136.13 | 54.28 (6) | 81.85 (5)  |
| 6                 | Pernelle Carron / Lloyd Jones         | França         | 135.70 | 54.10 (7) | 81.60 (6)  |
| 7                 | Isabella Tobias / Deividas Stagniunas | Lituânia       | 134.67 | 53.17 (8) | 81.50 (7)  |
| 8                 | Julia Zlobina / Alexei Sitnikov       | Azerbaijão     | 133.76 | 54.53 (5) | 79.23 (8)  |

## Quadro de medalhas
| Ordem | País           | Medalha de ouro | Medalha de prata | Medalha de bronze |    | Ordem por total |
| ----- | -------------- | --------------- | ---------------- | ----------------- | -- | --------------- |
| 1     | Japão          | 2               |                  |                   | 2  | 3               |
| 2     | Estados Unidos | 1               | 2                | 2                 | 5  | 1               |
| 3     | Rússia         | 1               |                  | 2                 | 3  | 2               |
| 4     | Canadá         |                 | 1                |                   | 1  | 4               |
| 4     | Itália         |                 | 1                |                   | 1  | 4               |
| TOTAL | TOTAL          | 4               | 4                | 4                 | 12 | —               |